# Скіфське золото. Кабан (золота монета)
«Скі́фське зо́лото. Каба́н» — золота пам'ятна монета номіналом 2 гривні, випущена Національним банком України, присвячена зразку ювелірного мистецтва степової Скіфії — золотій фігурці кабана (кінець IV ст. до н. е.) з кургану Хомина могила поблизу с. Нагірне Дніпропетровської області.
Монету було введено в обіг 24 грудня 2009 року. Відноситься монета до серії «Найменша золота монета».

## Опис монети та характеристики
| Номінал грн. | Метал  | Маса, грам | Діаметр, мм. | Якість виготовлення       | Гурт    | Тираж, штук |
| ------------ | ------ | ---------- | ------------ | ------------------------- | ------- | ----------- |
| 2            | золото | 1,24       | 13,92        | спеціальний анциркулейтед | гладкий | 10 000      |

### Аверс

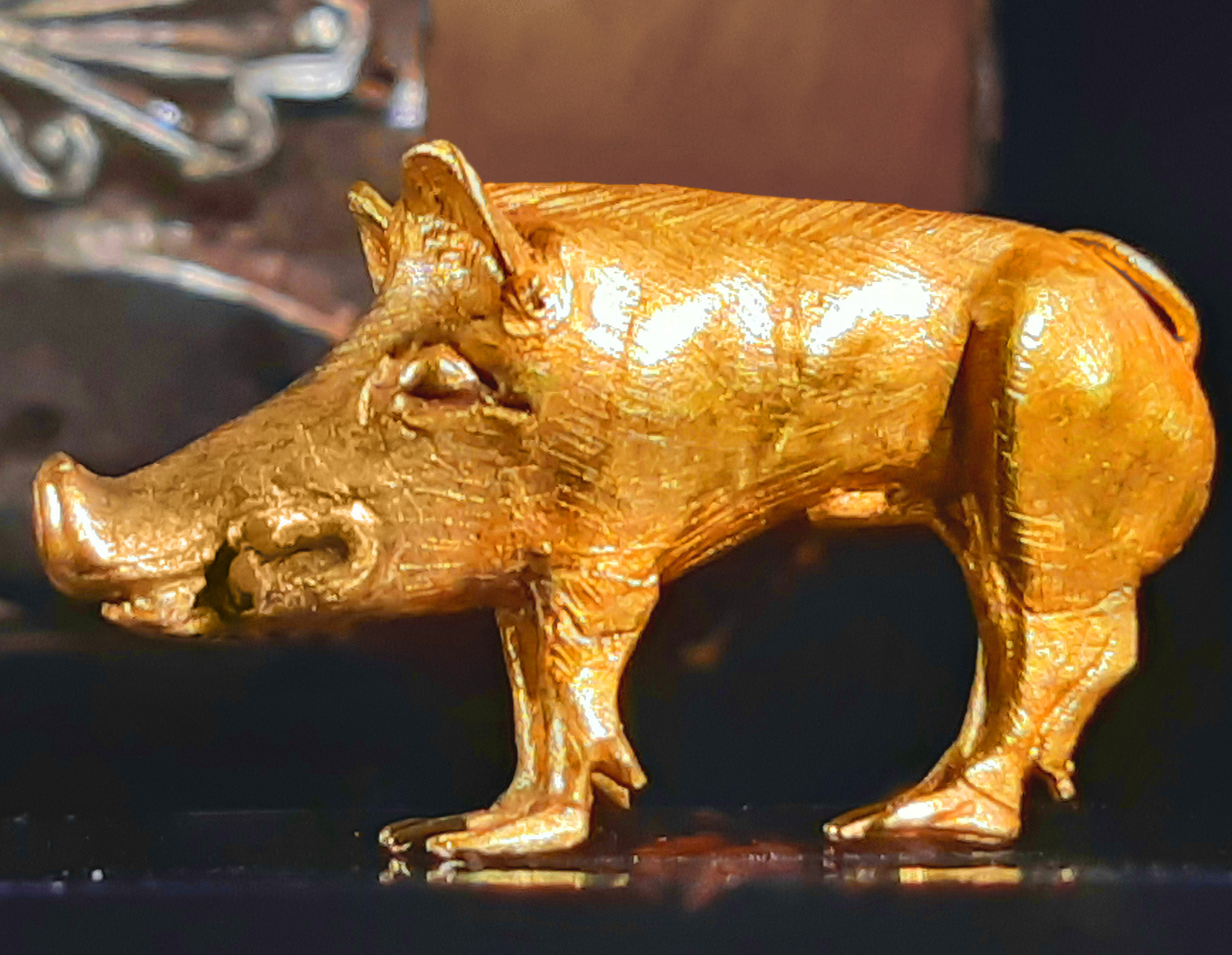
Золота фігурка вепра, курган Хомина могила, IV ст. до н. е., Скарбниця Національного музею історії України

На аверсі монети в намистовому колі розміщено малий Державний Герб України, над яким — рік карбування монети — 2009; між намистовим колом і кантом монети — кругові написи: «НАЦІОНАЛЬНИЙ БАНК УКРАЇНИ» (угорі), «2 ГРИВНІ» (унизу), а також позначення металу, його проби — Au 999,9 (ліворуч), маса — 1,24 та логотип Монетного двору Національного банку України (праворуч).

### Реверс
На реверсі монети зображено фігурку кабана та внизу півколом розміщено напис «СКІФСЬКЕ ЗОЛОТО».

## Автори
- Художник — Дем'яненко Володимир.
- Скульптор — Дем'яненко Володимир.

## Вартість монети
Ціна монети — 549 гривень була вказана на сайті Національного банку України в 2010 році.
21.09.23 магазин НБУ поповнив асортимент нумізматичної продукції, у продажу з'явилося ще 152 шт. монет, ціна складала 3 965 грн.
Фактична приблизна вартість монети, з роками змінювалася так:
| Рік        | 2010 | 2011 | 2012 | 2013 | 2014 | 2015  | 2016  | 2017  | 2018  | 2019  | 2020  | 2021  | 2022  | 2023  | 2024  | 2025  |
| ---------- | ---- | ---- | ---- | ---- | ---- | ----- | ----- | ----- | ----- | ----- | ----- | ----- | ----- | ----- | ----- | ----- |
| Ціна, грн. | 590  | 680  | 850  | 940  | 800  | 2 000 | 1 700 | 2 100 | 2 100 | 2 200 | 2 200 | 3 000 | 4 700 | 4 600 | 5 400 | 8 100 |